# 三角弗蛛
三角弗蛛（学名：Floronia bucculenta）为皿蛛科弗蛛属的动物。分布于古北区广布种以及中国大陆的吉林、辽宁、河北、云南等地。该物种的模式产地在欧洲。